# Fumera de la bòbila del Llevat
La fumera de la bòbila del Llevat és una xemeneia d'obra vista situada al municipi de Reus (Baix Camp), en entrar a la carretera de Reus a Castellvell, en una plaça d'urbanització recent, i que forma part de l'Inventari del Patrimoni Arquitectònic de Catalunya. És actualment un element aïllat situat en una plaça que formava part de l'antiga bòbila del Llevat. Ens recorda a la tipologia de xemeneies de tipus industrial. Està feta de maó deixat a la vista i la seva base és quadrada amb restes d'alguna obertura a un dels costats de la part inferior. A mesura que l'alçada és major, disminueix el perímetre del cos. De tipologia molt senzilla i construcció octogonal, el coronament és una motllura amb una certa decoració.
L'antiga bòbila, situada vora el camí de la Mineta de Martorell, era propietat de la família Llevat Sugranyes, de Castellvell, i es va inaugurar l'any 1885. La seva producció principal eren els maons i el mosaic de ceràmica.